# Levansa ischioleuca
Levansa ischioleuca är en stekelart som först beskrevs av Brulle 1846.  Levansa ischioleuca ingår i släktet Levansa och familjen brokparasitsteklar. Inga underarter finns listade i Catalogue of Life.